# ديفيد مانينغ
ديفيد مانينغ (9 مارس 1963 في المملكة المتحدة - ) (بالإنجليزية: David Manning)‏ هو لاعب كريكت بريطاني.